# گمینا اوسترونگه مورسکیه
گمینا اوسترونگه مورسکیه (به لهستانی:  Gmina Ustronie Morskie) یک گمینا در لهستان است که در شهرستان کوووبژگ واقع شده‌است. گمینا اوسترونگه مورسکیه ۵۷٫۲۷ کیلومتر مربع مساحت و ۳٬۶۱۳ نفر جمعیت دارد.